# Kelsall
Kelsall – wieś w Anglii, w hrabstwie ceremonialnym Cheshire, w dystrykcie (unitary authority) Cheshire West and Chester. Leży 13 km na wschód od miasta Chester i 258 km na północny zachód od Londynu. W 2001 miejscowość liczyła 2520 mieszkańców.